# Tresteg för herrar i friidrott vid olympiska sommarspelen 1976
Herrarnas tresteg vid olympiska sommarspelen 1976 i Montréal avgjordes den 29-30 juli. 

## Medaljörer
| Gren    | Guld                           | Guld    | Silver            | Silver  | Brons                               | Brons   |
| Tresteg | Viktor Sanejev · Sovjetunionen | 17,29 m | James Butts · USA | 17,18 m | João Carlos de Oliveira · Brasilien | 16,90 m |

## Resultat

### Kval

#### Grupp A
| Placering | Totalt | Hoppare                       | Försök | Försök | Försök | Resultat | Noteringar |
| Placering | Totalt | Hoppare                       | 1      | 2      | 3      | Resultat | Noteringar |
| --------- | ------ | ----------------------------- | ------ | ------ | ------ | -------- | ---------- |
| 1         | 1      | João Carlos de Oliveira (BRA) | 16.81  | —      | —      | 16.81 m  |            |
| 2         | 2      | Viktor Sanejev (URS)          | 16.77  | —      | —      | 16.77 m  |            |
| 3         | 4      | Tommy Haynes (USA)            | 16.62  | —      | —      | 16.62 m  |            |
| 4         | 5      | James Butts (USA)             | 16.55  | —      | —      | 16.55 m  |            |
| 5         | 6      | Jiří Vyčichlo (TCH)           | X      | 16.00  | 16.54  | 16.54 m  |            |
| 6         | 8      | Rayfield Dupree (USA)         | 14.29  | 16.20  | 16.50  | 16.50 m  |            |
| 7         | 10     | Bernard Lamitié (FRA)         | 16.39  | —      | —      | 16.39 m  |            |
| 8         | 11     | Pentti Kuukasjärvi (FIN)      | 16.31  | —      | —      | 16.31 m  |            |
| 9         | 13     | Michał Joachimowski (POL)     | 16.08  | 16.29  | X      | 16.29 m  |            |
| 10        | 14     | Nélson Prudêncio (BRA)        | 16.18  | 16.22  | 14.79  | 16.22 m  |            |
| 11        | 19     | Armando Herrera (CUB)         | 15.98  | X      | X      | 15.98 m  |            |
| 12        | 20     | Andrzej Sontag (POL)          | 15.72  | 15.30  | 15.82  | 15.82 m  |            |

#### Grupp B
| Placering | Totalt | Hoppare                     | Försök | Försök | Försök | Resultat | Noteringar |
| Placering | Totalt | Hoppare                     | 1      | 2      | 3      | Resultat | Noteringar |
| --------- | ------ | --------------------------- | ------ | ------ | ------ | -------- | ---------- |
| 1         | 3      | Wolfgang Kolmsee (FRG)      | 16.68  | —      | —      | 16.68 m  |            |
| 2         | 7      | Pedro Pérez (CUB)           | 16.51  | —      | —      | 16.51 m  |            |
| 3         | 9      | Eugeniusz Biskupski (POL)   | 16.46  | —      | —      | 16.46 m  |            |
| 4         | 12     | Carol Corbu (ROM)           | 16.30  | —      | —      | 16.30 m  |            |
| 5         | 15     | Valentj Sjevtjenko (URS)    | 16.15  | 15.97  | 16.00  | 16.15 m  |            |
| 6         | 16     | Toshiaki Inoue (JPN)        | 16.06  | X      | 15.99  | 16.06 m  |            |
| 7         | 17     | Janoš Hegediš (YUG)         | 15.50  | 16.03  | 16.00  | 16.03 m  |            |
| 8         | 18     | Ramón Cid (ESP)             | 16.00  | X      | X      | 16.00 m  |            |
| 9         | 21     | Maxwell Peters (ANT)        | 14.94  | X      | X      | 14.94 m  |            |
| 10        | 22     | Apostolos Kathiniotis (GRE) | 14.13  | X      | X      | 14.13 m  |            |
| 11        | 23     | Mohamed Al-Bouhairi (KSA)   | 13.85  | X      | X      | 13.85 m  |            |
| —         | —      | Aston Moore (GBR)           | X      | X      | X      | NM       |            |
| —         | —      | Phil Robins (BAH)           | X      | X      | X      | NM       |            |

### Final
| Placering | Hoppare                       | Försök | Försök | Försök | Försök | Försök | Försök | Resultat | Noteringar |
| Placering | Hoppare                       | 1      | 2      | 3      | 4      | 5      | 6      | Resultat | Noteringar |
| --------- | ----------------------------- | ------ | ------ | ------ | ------ | ------ | ------ | -------- | ---------- |
| 1         | Viktor Sanejev (URS)          | X      | 16.71  | 17.06  | X      | 17.29  | X      | 17.29 m  |            |
| 2         | James Butts (USA)             | 16.69  | 16.76  | 14.80  | 17.18  | 16.55  | 16.61  | 17.18 m  |            |
| 3         | João Carlos de Oliveira (BRA) | X      | 16.15  | 16.85  | 14.91  | 16.69  | 16.90  | 16.90 m  |            |
| 4         | Pedro Pérez (CUB)             | 16.81  | 16.24  | 16.48  | 16.47  | X      | X      | 16.81 m  |            |
| 5         | Tommy Haynes (USA)            | 15.46  | X      | 16.68  | 16.78  | 16.71  | 16.71  | 16.78 m  |            |
| 6         | Wolfgang Kolmsee (FRG)        | 16.23  | X      | 16.68  | 16.58  | 16.31  | X      | 16.68 m  |            |
| 7         | Eugeniusz Biskupski (POL)     | 15.91  | X      | 16.49  | X      | 15.79  | X      | 16.49 m  |            |
| 8         | Carol Corbu (ROM)             | 16.07  | 16.18  | 16.43  | X      | 16.00  | X      | 16.43 m  |            |
|           |                               |        |        |        |        |        |        |          |            |
| 9         | Jiří Vyčichlo (TCH)           | X      | X      | 16.28  |        |        |        | 16.28 m  |            |
| 10        | Pentti Kuukasjärvi (FIN)      | 16.15  | 16.14  | 16.23  |        |        |        | 16.23 m  |            |
| 11        | Bernard Lamitié (FRA)         | X      | 16.23  | 15.93  |        |        |        | 16.23 m  |            |
| 12        | Rayfield Dupree (USA)         | X      | 16.23  | 15.90  |        |        |        | 16.23 m  |            |